# 安特克拉石墓遗址
安特克拉石墓遗址（西班牙語：Sitio de los Dólmenes de Antequera）位于西班牙安达卢西亚安特克拉，2016年被联合国教科文组织列为世界文化遗产。遗址包含三个巨石文化墓葬遗迹：门加大石墓（Dolmen de Menga）、别拉大石墓（Dolmen de Viera）、埃尔罗梅拉尔圆顶墓（Tholos de El Romeral），三者均为石隧墓。还有两个自然遗迹：埃纳莫拉多斯山和托尔卡尔山。

## 图集

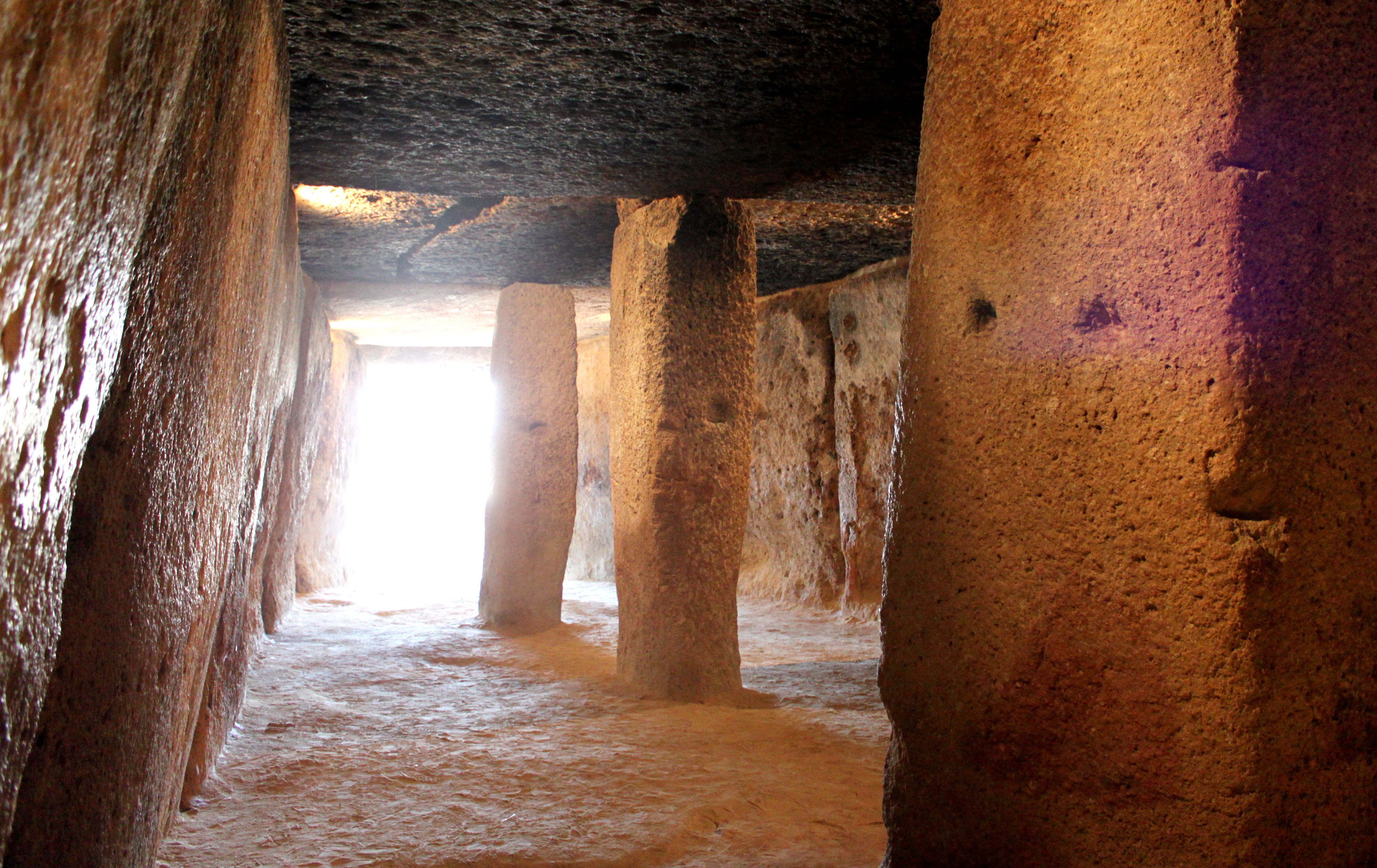
门加大石墓
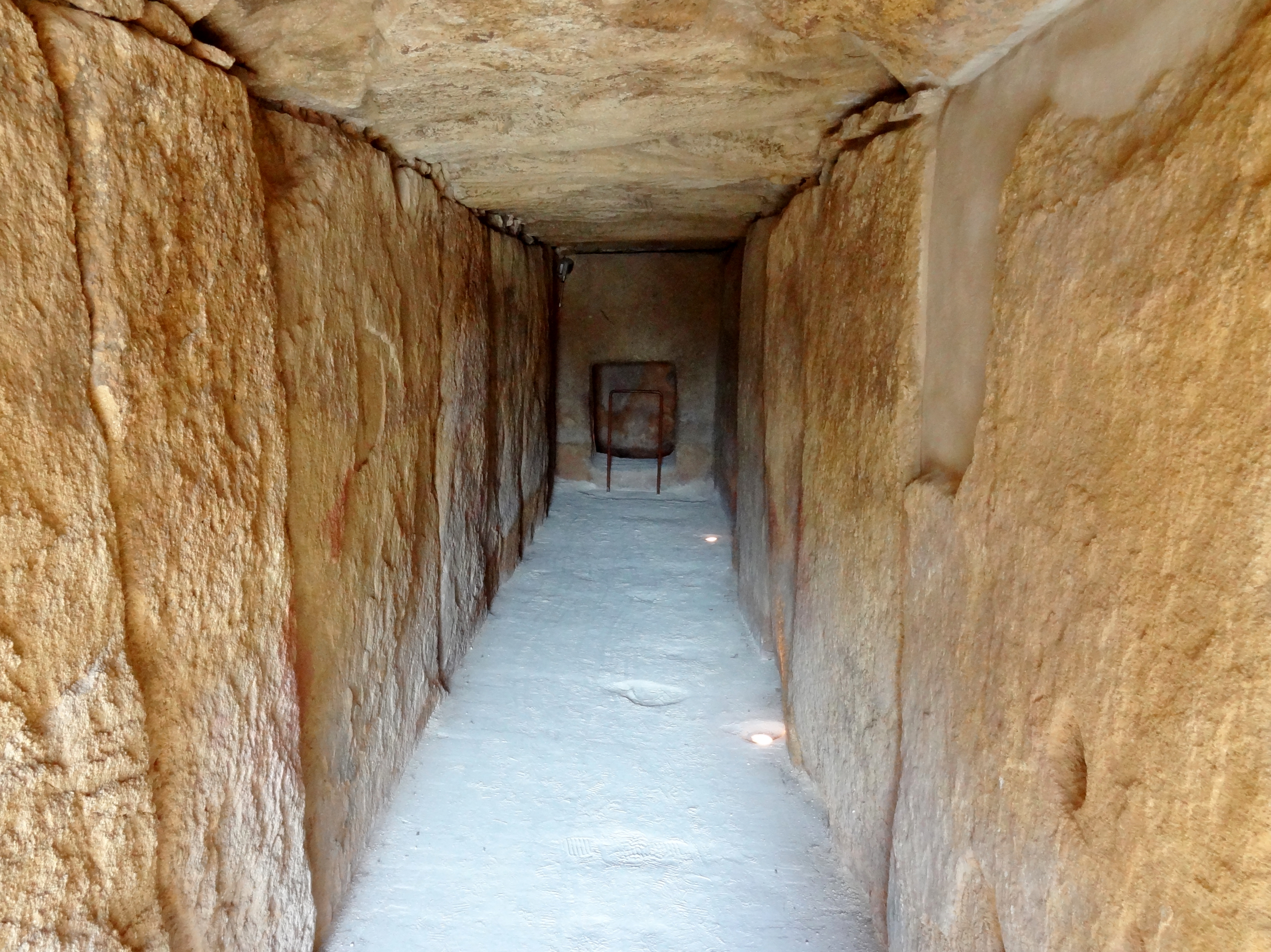
别拉大石墓
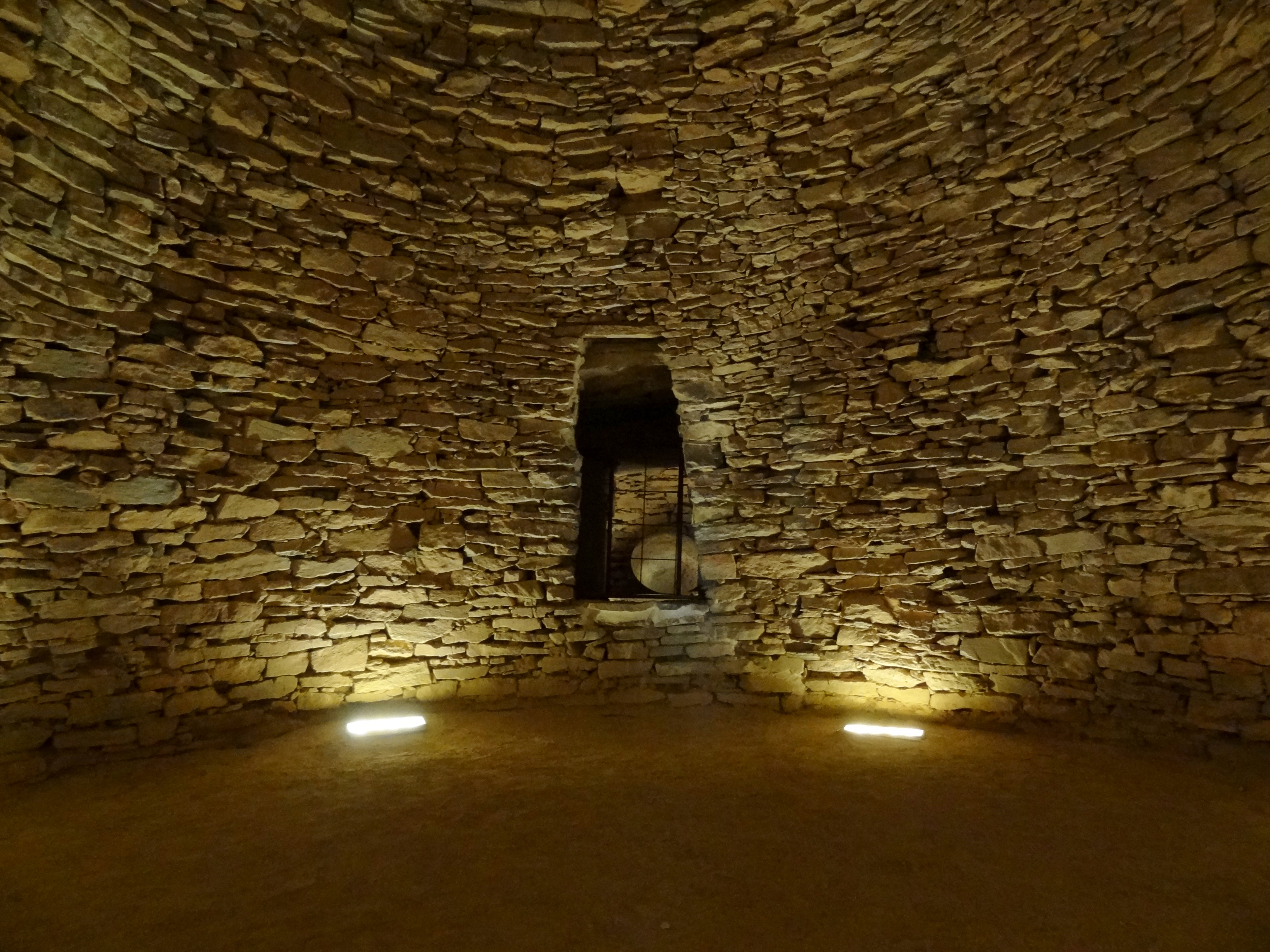
埃尔罗梅拉尔圆顶墓
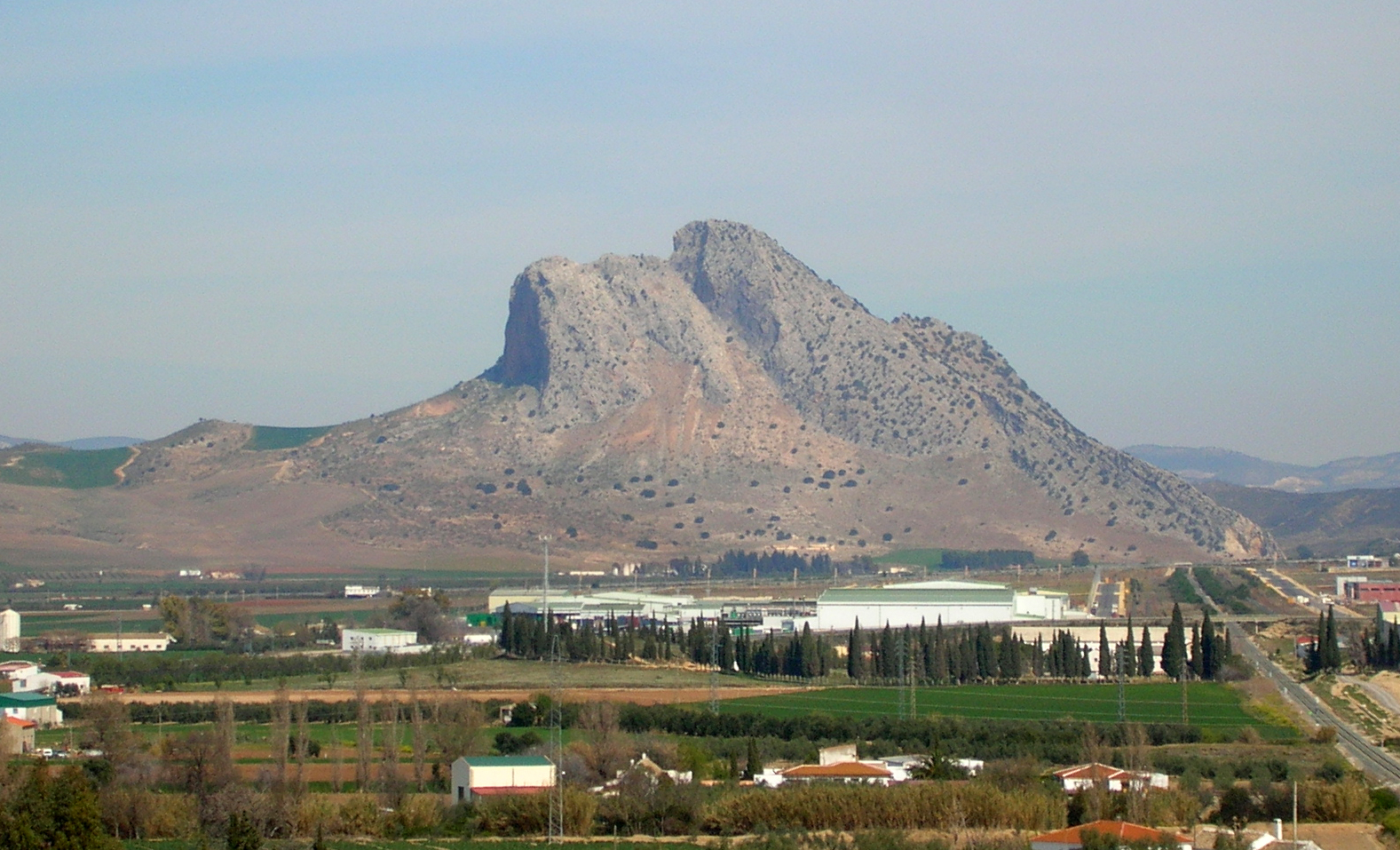
埃納莫拉多斯山
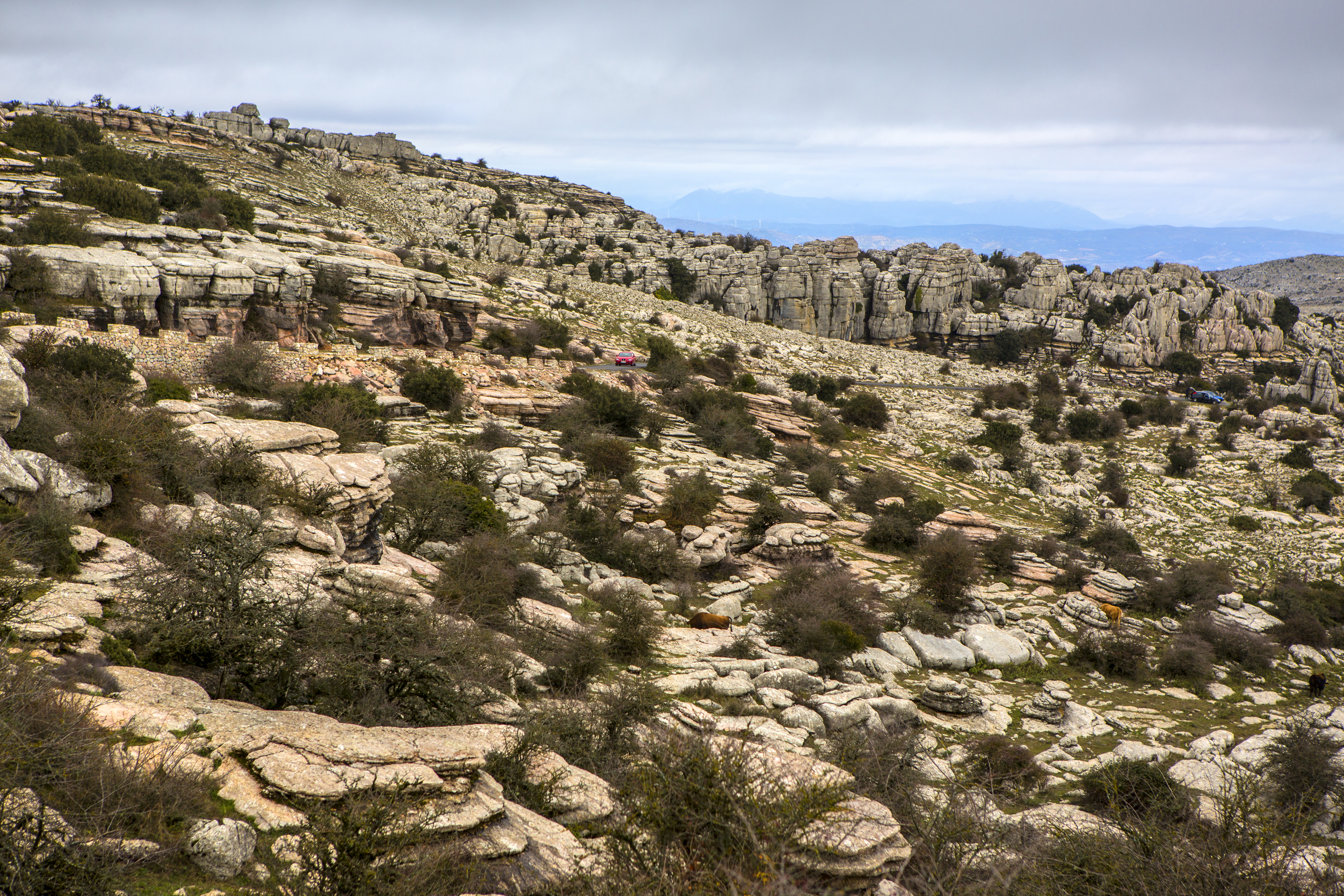
托尔卡尔山